# Garonna
La Garonna (in francese Garonne; in occitano, catalano e spagnolo Garona) è un grande fiume della Francia sud-occidentale che scorre in Francia per 528 km, preceduta dal percorso in Spagna di 99 km. Il nome deriva dal latino Garumna, trascrizione dell'antico nome indigeno aquitano kar, che significa “roccia”, unito al suffisso celtico -onna, che vuol dire “fiume” (vedere Senna o Dordogna).
Esso sfocia con un'apertura a estuario (vedere Estuario della Gironda).

## Geografia
Il fiume è formato da due rami distinti
, che nascono entrambi in territorio spagnolo dai Pirenei: il primo, denominato effettivamente Riu Garona, nasce presso il Puerto de la Bonaigua ad oltre 2.000 m s.l.m. e scende lungo la Val d'Aran fino a Bossòst ove entra in territorio francese. Il secondo, assai più ricco d'acqua (e dunque considerato come l'effettiva sorgente del fiume), scaturisce su una falda del picco d'Aneto appartenente al massiccio della Maladeta dall'omonimo ghiacciaio (il maggiore dei Pirenei).
Dopo pochissimi chilometri, presso il circo morenico ai piedi del Pico de Aneto, l'acqua del fiume, dopo avere formato una spettacolare cascata alta oltre 30 metri, s'inabissa in una voragine naturale (detta Forau dels Agualluts) in alta Val Esera (perciò nel bacino idrografico superficiale del Rio Ebro), per riemergere, dopo un tragitto sotterraneo di una decina di chilometri, in Val d'Aran, in una spettacolare risorgiva chiamata in occitano Uels deth Jòeu (Occhi del Jòeu), con portata media di 10 metri cubi al secondo.
Quest'ultima si trova a mezza costa poco a monte di Bossost (più precisamente del borgo di Es Bordes) e gettandosi nell'altro ramo proveniente dal Puerto de la Bonaigua ne raddoppia la portata ordinaria.
Scorrendo con andamento nord-est il fiume si arricchisce dell'apporto del fiume Louge dopodiché si appresta ad attraversare Tolosa da dove viene affiancato sino alla foce dal Canal du Midi.
Fuori dall'abitato assume direzione nord-ovest ricevendo da destra presso Moissac il notevole apporto del Tarn.
Da qui bagna Agen, riceve da destra il Lot, sfiorando anche la città di Marmande.
Con andamento meandriforme raggiunge Bordeaux giungendo in prossimità della fine del suo corso.
La foce del fiume, che avviene nell'Oceano Atlantico congiunta a quella della Dordogna, dà luogo al grosso estuario della Gironda che ha una larghezza imponente (12 km).
Con l'alta marea, un mascheretto d'acqua di mare ricopre il fiume melmoso all'estuario dove si trovano grandi fari.

## Regime idrologico

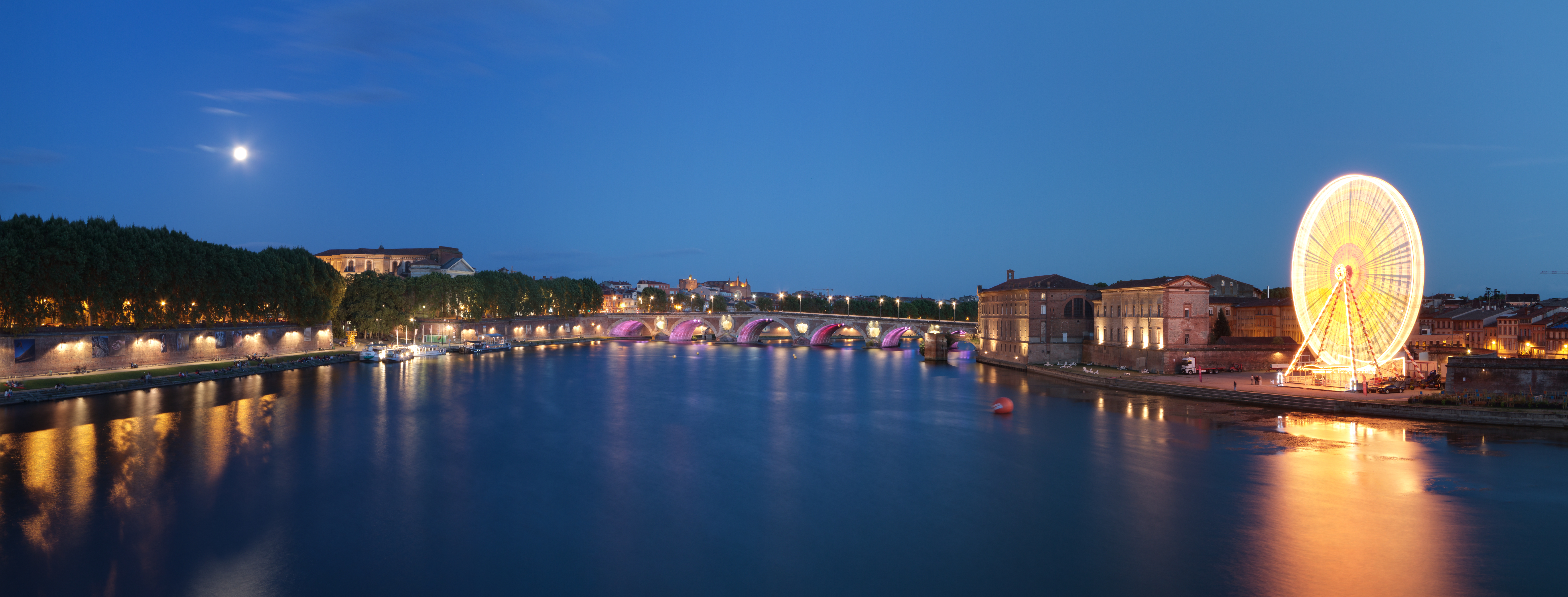
Il ponte Saint-Pierre a Tolosa

Il regime della Garonna, nonostante le origini pirenaiche, è estremamente torrentizio: la portata d'acqua, immediatamente a monte della confluenza con la Dordogna, a fronte di una media annua di circa 700 m³/s, varia da minimi estivi di 150 m³/s a massimi imponenti anche di oltre 9.000 m³/s, che in più di un'occasione hanno causato disastrose alluvioni.
Il modulo del fiume a Mas-d'Agenais è di 631 m3/s (più della Senna al suo estuario, che è più o meno di 540 m3/s).
Da sottolineare inoltre che, nonostante i valori di portata minima non trascurabili, la navigabilità della Garonna è impossibile nella stagione delle magre a causa della scarsa profondità del fiume che, peraltro, verso la foce raggiunge anche larghezze ragguardevoli. Nemmeno la confluenza della Dordogna, proveniente dal Massiccio Centrale, muta tale regime anzi, lo rende ancora più irregolare.
L'estuario della Gironda infatti, a fronte di un volume medio di portata di oltre 1.000 m³/s, può dar luogo a piene anche di 14.000 m³/s.

## Dipartimenti e principali città attraversate

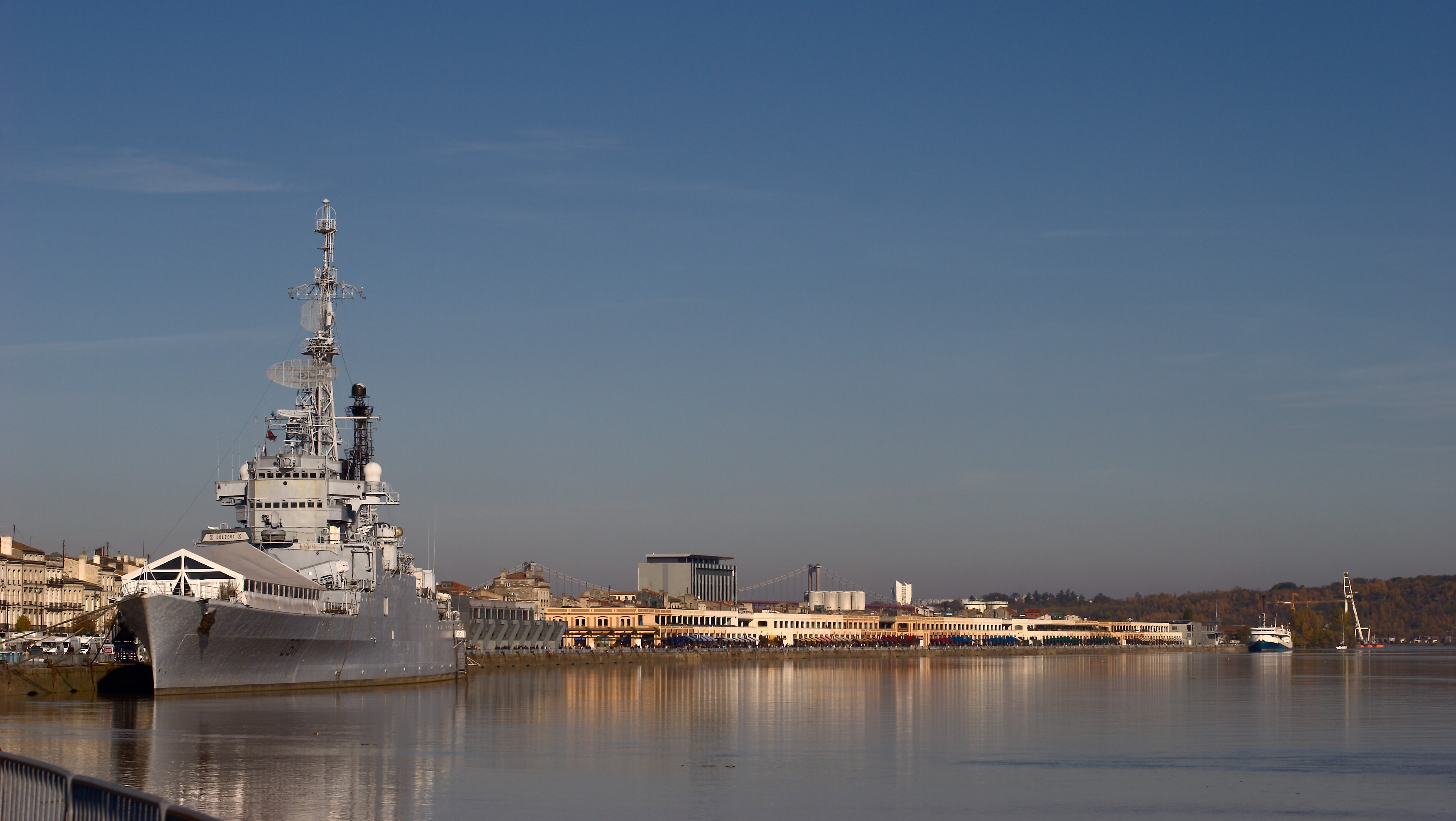
La Garonna a Bordeaux

- Provincia di Lleida: Arties, Vielha e Mijaran, Bossòst, Les, Es Bòrdes
- Alta Garonna (31): Montréjeau, Saint-Gaudens, Tolosa
- Tarn e Garonna (82): Castelsarrasin
- Lot e Garonna (47): Agen, Marmande
- Gironda (33): Langon, Bordeaux

## Principali affluenti
Seguendo il corso dalla sorgente:
| - la Pique - l'Ourse - la Neste - il Salat - il Volp - l'Arize - la Louge | - l'Ariège - il Touch - la Save - la Gimone - L'Hers-Mort - il Tarn - l'Arrats | - il Gers - la Baïse - il Lot - il Dropt - il Ciron - il Gat mort - la Devèze |

## Pesci migratori
Dei passaggi per pesci sono stati installati nei comuni di Golfech, Tolosa e Carbonne per facilitare loro il superamento di sbarramenti artificiali come briglie, bacini artificiali o dighe. Tra le specie ittiche che risalgono questo fiume vi è lo storione europeo (Acipenser sturio).